# Charonia
A Charonia a csigák (Gastropoda) osztályának Littorinimorpha rendjébe, ezen belül a Ranellidae családjába tartozó nem.
Ez a csiganem már a kréta időszakban létezett; a legősibb kövületeiket 94,3 millió évesre becsülik. Ezek a kövületek világunk számos részén felbukkannak.

## Rendszerezés
A nembe az alábbi 3 faj tartozik:
- Charonia lampas (Linnaeus, 1758)
- tritonkürt (Charonia tritonis) (Linnaeus, 1758) - típusfaj
- Charonia variegata (Lamarck, 1816)

Az alábbi egy taxon meglehet, hogy nem ebbe a nembe tartozik:
- Charonia maculosum Gmelin (taxon inquirendum)

## Képek

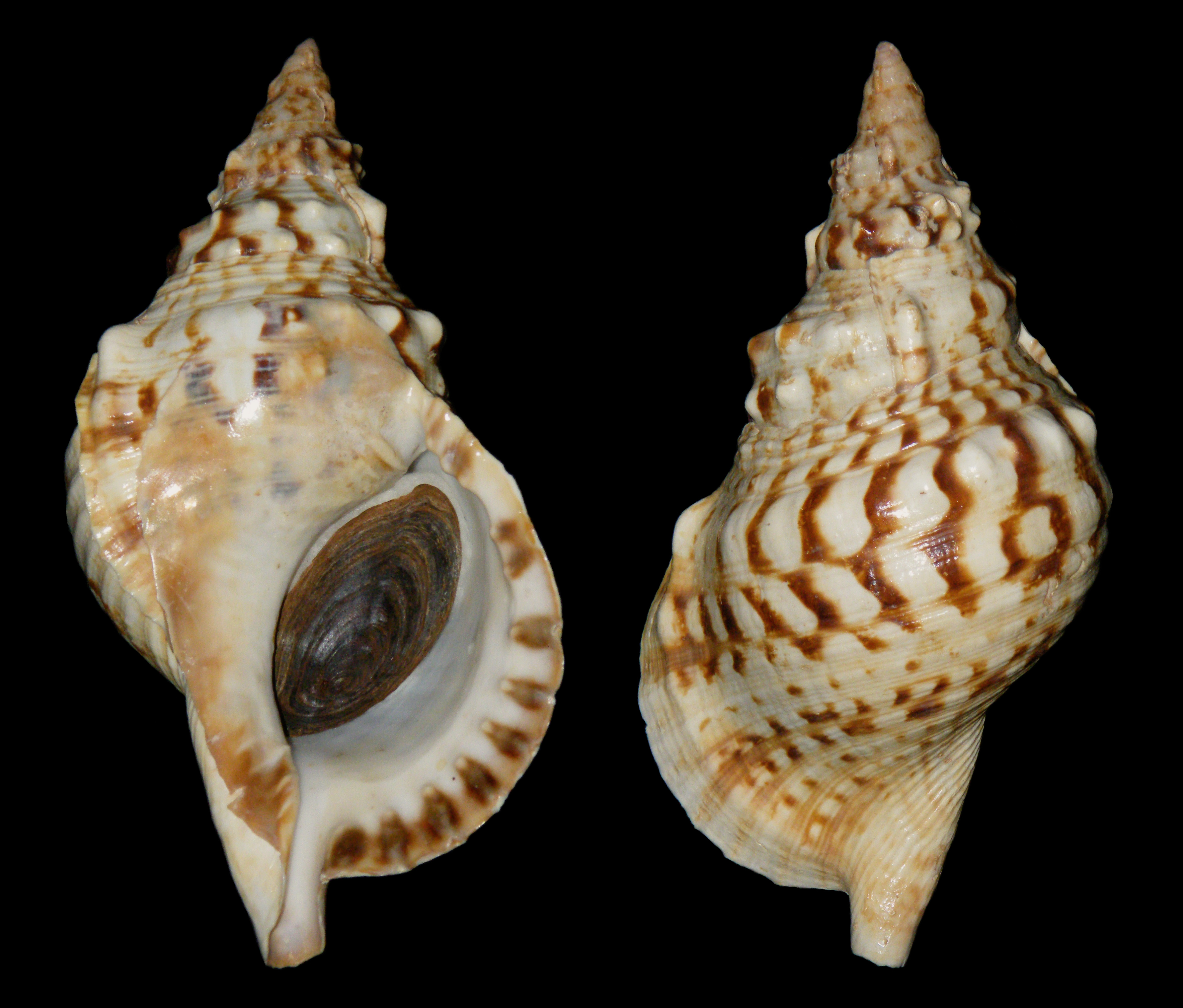
Charonia lampas
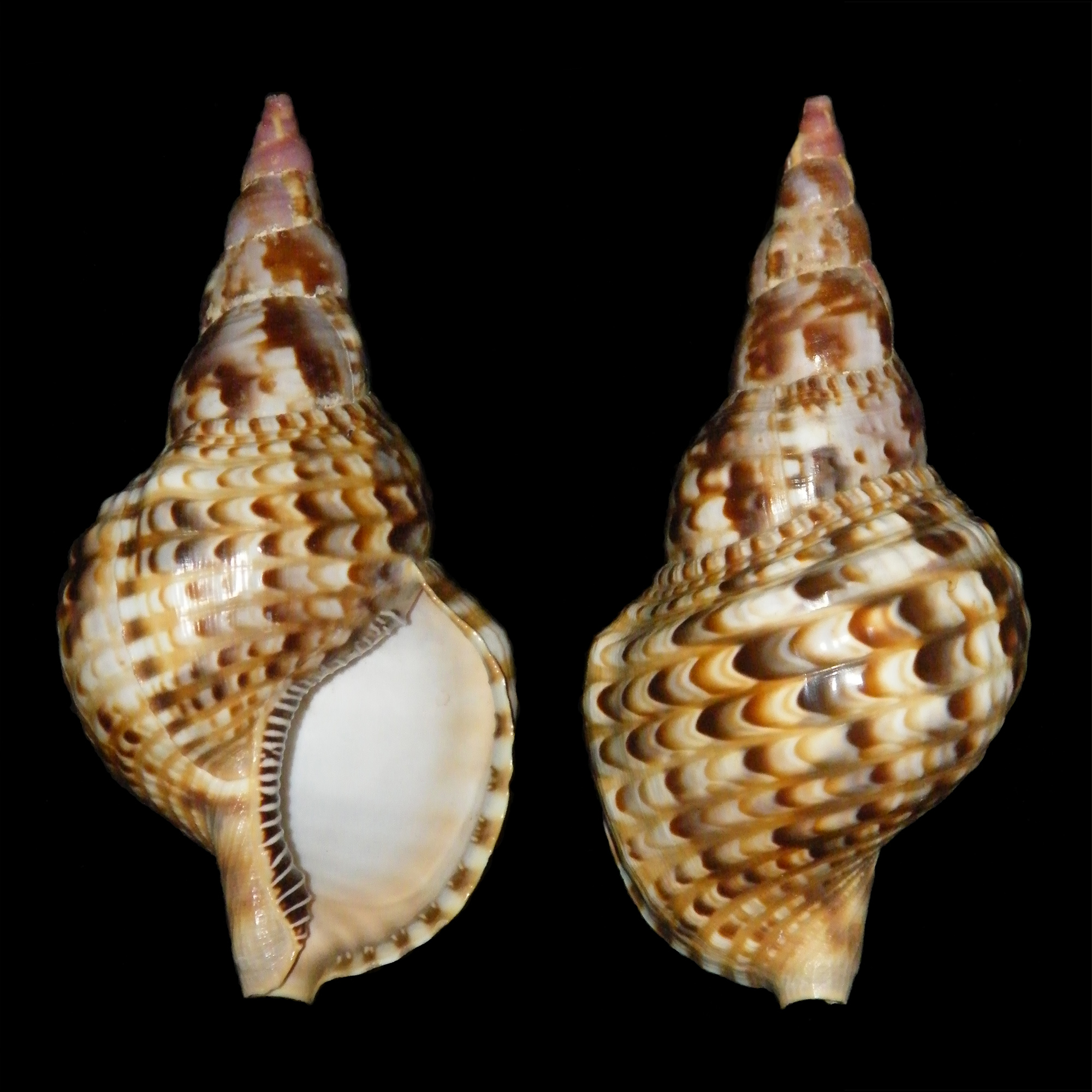
Charonia variegata